# Пискунов, Валерий Михайлович
Валерий Михайлович Пискунов (род. 1949) — русский прозаик.

## Жизнь и творчество
Родился 3 ноября 1949 года в Кисловодске. По профессии музыкант (незаконченное высшее). Работал автослесарем.
Жена — писательница Наталья Суханова
Печататься начал с 1973 года. Член Союза российских писателей с 1991 года. Является автором фантастических рассказов и повестей, объединённых в сборники «„Гелиос“ ищет планету» (1977), «Преодолей пустоту» (1981), «Было приземление» (1987) и пр. Автор использовал фантастические сюжеты и образы в качестве «эзопова языка» для создания лирико-философских и сатирических произведений; со временем, по мере исчезновения цензуры, для Пискунова отпала и необходимость в фантастических приёмах.

## Критика и оценка творчества
«Валерий Пискунов пишет странную, мало на что похожую и мало кем из читателей ожидаемую прозу. К ней надо привыкнуть. И, прежде всего, нужно научиться не требовать от этой прозы того, чего она в себе не содержит, то есть композиционной логики, базирующейся на причинно-следственных отношениях; стройного сюжета, создающего эффект занимательности; правдоподобных бытовых сцен, с чем у нас обыкновенно связывается понятие о реализме; рельефно очерченных характеров, с чем столь же обыкновенно связывается представление о психологической достоверности и т. д. Между тем у каждого, кто непредвзято прочтет несколько десятков страниц этой прозы, не возникнет, я надеюсь, сомнения в том, что Валерий Пискунов успешно реализует те задачи, которые перед собою ставит. Что это за задачи? Или, иными словами, в чём своеобразие, в чём литературная, духовная и художественная значительность написанного Валерием Пискуновым? Он, с одной стороны, поэт в прозе. В том смысле поэт, что его больше волнует не реальность как таковая, собственное переживание этой реальности, не события, а впечатления, ими оставляемые и ими производимые, не действие, а „аура“, атмосфера, вокруг этого действия возникающая. Действительность — вне зависимости от того, „фантастична“ она или доподлинно „реальна“, как, например, в серии рассказов о детстве, отрочестве и юности, — воспроизводится в этой прозе не картинами, где все можно подробно рассмотреть, всему найти причинную связь и где предметы имеют и вес, и тень, обликами, а их прихотливыми сочетаниями и чередованиями. Перед нами, говоря очень и очень условно, не „энциклопедия жизни“, но „энциклопедия настроений и переживаний“ — часто летучих, порою внешне как бы даже и не мотивированных, но всегда оправданно естественных, угаданных с неожиданной и истинно поэтической точностью.
Но это только одна сторона особенностей прозы Пискунова. Есть и другая, ничуть не менее существенная и, что важно, выступающая в неизменном сочленении, в сложном взаимодействии с первой. Он — поэт мысли и мысли всегда не тривиальной, не лежащей, что называется, на поверхности…»
— Сергей Чупринин, литературный критик